# Viaduc ferroviaire d'Oissel
Le viaduc ferroviaire d'Oissel franchit la Seine sur une longueur de 185 mètres entre la commune d'Oissel et l'île aux Bœufs (l'autre viaduc ferroviaire de Tourville partant de cette même île et enjambant la Seine (bras du Hamel) pour rejoindre Tourville-la-Rivière).

## Situation ferroviaire
Le viaduc ferroviaire d'Oissel est situé au point kilométrique (PK) 125,252 de la ligne de Paris-Saint-Lazare au Havre.

## Historique
L'histoire des ponts d'Oissel a commencé en 1843. Avant cette date, pour se rendre rive droite, les Osseliens utilisaient la barguette, un bateau, tiré par des chevaux à partir du chemin de halage, qui assurait le transport des voyageurs et des marchandises entre Rouen et Elbeuf.
La construction d'un pont prenant appui sur l'île aux Bœufs est entreprise pour permettre la mise en place de la ligne de chemin de fer de Paris à Rouen, inaugurée le 2 mai 1843. Le schéma actuel de la ligne mentionne deux viaducs successifs, respectivement celui de Tourville et celui d'Oissel.
Dans les années 1890, avec le passage à double voie de l'embranchement de Serquigny, la Compagnie des chemins de fer de l'Ouest s'engage dans la construction d'un nouveau pont, positionné à 10 mètres en aval, capable de supporter la fréquence croissante des passages et de la masse de convois. Le pont de chemin de fer est inauguré en 1895, comme le mentionne la plaque scellée sur son tablier.
Dès 1892, la municipalité décide de conserver le pont de chemin de fer initial et désaffecté, voué à la démolition, pour le transformer en pont-route. Les travaux reçoivent un financement en 1898 et sont confiés à la compagnie de l'Ouest.
En 1914, les Allemands décident de faire sauter les deux types de franchissement de la Seine à Oissel. L'armée allemande pénètre en France par la Belgique, les troupes françaises, cantonnées à l'est près de l'Alsace et de la Lorraine, doivent modifier très rapidement leur position. Pour rejoindre le front, une partie des convois militaires français prend la direction du Nord en empruntant la ligne ferroviaire passant par Oissel. Les espions allemands le comprennent et l'ennemi décide de faire sauter les ponts pour gêner l'approvisionnement en troupes et ravitaillement : le combat de la Rougemare et des Flamants relate le fait d'armes qui, en définitive, sauve les ponts en septembre 1914.
À l'instar des autres ponts normands sur la Basse Seine, les combats de 1940 en firent un enjeu stratégique militaire dès juin : le récit du combat de Pont-de-l'Arche des 8 au 10 juin en témoigne. L'ouvrage métallique est pétardé le 9 juin.
Une fois installés à Oissel, les Allemands, le 12 octobre 1941, finissent de réparer le pont ferroviaire indispensable à la circulation des trains entre Rouen et Paris. Les Alliés bombardent ce point stratégique à plusieurs reprises, particulièrement le 7 mai, puis jusqu'en août 1944 et provoquent d'importants dégâts. 
Les Allemands doivent alors construire une estacade, une sorte de pont de bois pour rétablir la circulation des trains. 
Effondré par endroits, disloqué, le 19 mai 1945, le pont ferroviaire est remis en état par la SNCF à la Libération.
Ce n'est qu'après de longs travaux de soudure que le viaduc ferroviaire est complètement réparé et soumis aux essais officiels le 15 juin 1947. 230 trains de voyageurs et de marchandises l'empruntent chaque jour ainsi que le TGV qui le franchit à 140 km/h depuis le 28 septembre 1986.
Quant au pont-route remplacé provisoirement en 1944 par un pont Bailey, ce n'est qu'en 1971 qu'une structure nouvelle à deux voies de 208 m de long y est réalisée en lieu et place.
La reconstruction du viaduc a lieu dans le courant de l'année 2008 ,

## Descriptif
Le tablier mesure 187,25 m. L'ouvrage moderne comporte trois travées respectives de 66,30 m, 66,30 m et 52,30 mètres.